# Juan Eluchans
Juan Eduardo Eluchans (Tandil, 14 aprile 1980) è un ex calciatore argentino, di ruolo difensore.

## Palmarès

### Club

#### Competizioni nazionali
- Campionato argentino: 1

Independiente: Apertura 2002
- Ligue 2: 1

Caen: 2009-2010